# كهرباء رطوبية
كهرباء رطوبية (بالإنجليزية: Hygroelectricity)‏ هي نوع من الكهرباء الساكنة التي تتكون على قطرات الماء ويمكن نقلها من القطيرات إلى جزيئات الغبار الصغيرة. يعد هذا الظاهرة شائعة في الغلاف الجوي للأرض، ولكن تم ملاحظتها أيضًا في البخار الهارب من الغلايات . كانت هذه الظاهرة أساسًا لاقتراح نيكولا تسلا لاستخراج الكهرباء من الهواء. الشحنة الكهربائية الرطوبية هي المصدر المحتمل للشحنة الكهربائية التي، تحت ظروف معينة مثل تلك التي تحدث في العواصف الرعدية، والثورانات البركانية، وبعض عواصف الغبار، تؤدي إلى حدوث البرق.
اعتبارًا من عام 2023، قام فريق من مشروع "كاتشر" في لشبونة بتوليد تيار كهربائي بقدرة 1.5 فولت و10 مللي أمبير باستخدام جهاز بقطر 4 سم.

## انظرأيضا
- كهرباء ساكنة